# Compensació de carboni
Una compensació de carboni és una reducció de les emissions de diòxid de carboni o d'altres gasos d'efecte hivernacle produïts per tal de compensar les emissions produïdes en un altre lloc. Les compensacions es mesuren en tones d'equivalents de diòxid de carboni (CO₂e). Una tona de compensació de carboni representa la reducció d'una tona de diòxid de carboni o el seu equivalent en altres gasos d'efecte hivernacle.
Hi ha dos mercats de compensacions de carboni:
1. En el mercat més gran, de conformitat, les empreses, els governs o altres entitats compren compensacions de carboni per complir els límits de quantitat total de diòxid de carboni que se'ls permet emetre. Per exemple, una entitat podria complir amb les obligacions de les parts de l'annex 1 del Protocol de Kyoto o d'entitats responsables del Règim de comerç de drets d'emissió de la Unió Europea, entre d'altres. El 2006, es van comprar al mercat de compliment uns 5.500 milions de dòlars de compensació de carboni, que representen uns 1.600 milions de tones mètriques de reducció de CO₂e.[4]
2. Al mercat molt més petit i voluntari, individus, empreses o governs compren compensacions de carboni per mitigar les seves pròpies emissions de gasos d'efecte hivernacle procedents del transport, l'ús d'electricitat i altres fonts. Per exemple, una persona pot adquirir compensacions de carboni per compensar les emissions de gasos d'efecte hivernacle causades pels desplaçaments aeris personals. Els proveïdors de compensació de carboni ofereixen la compra directa de compensacions de carboni, sovint també ofereixen altres serveis, com ara designar un projecte de compensació de carboni per donar suport o mesurar la petjada de carboni d'un comprador. El 2016, es van comprar al mercat voluntari uns 191,3 milions de dòlars de compensació de carboni, que representen uns 63,4 milions de tones mètriques de reducció de CO₂e.[5]

Les compensacions normalment donen suport a projectes que redueixen l'emissió de gasos d'efecte hivernacle a curt o llarg termini. Un tipus comú són els projectes d'energia renovable, com ara parcs eòlics, energia de biomassa, digestors de biogàs o centrals hidroelèctriques. Altres inclouen projectes d'eficiència energètica de cuines eficients, la destrucció de contaminants industrials o subproductes agrícoles, ús del metà d'abocadors i projectes forestals. Alguns dels projectes més famosos de compensació de carboni des de la perspectiva corporativa són la millora de l'eficiència energètica i els aerogeneradors.
El Protocol de Kyoto ha sancionat les compensacions com a manera perquè els governs i les empreses privades obtinguin crèdits de carboni que es puguin negociar en un mercat. El protocol va establir el Clean Development Mechanism (CDM), que valida i mesura els projectes per assegurar-se que produeixen beneficis autèntics i que són activitats realment "addicionals" que no haurien estat realitzades. Les organitzacions que no puguin complir la seva quota d'emissions poden compensar les seves emissions mitjançant la compra de reduccions d'emissions certificades aprovades pel CDM.
Les compensacions poden ser alternatives més barates o més convenients per reduir el propi consum de combustibles fòssils. Tot i això, alguns crítics s'oposen a les compensacions de carboni i posen en dubte els avantatges de certs tipus de compensacions. Es recomana una diligència deguda per ajudar les empreses a avaluar i identificar compensacions de "bona qualitat" per assegurar que la compensació proporcioni els beneficis ambientals addicionals desitjats i per evitar el risc reputacional associat a compensacions de mala qualitat.
Les compensacions es consideren una eina de política important per mantenir economies estables i millorar la sostenibilitat. Un dels perills ocults de la política de canvi climàtic són els preus desiguals del carboni en l'economia, que poden causar danys econòmics col·laterals si la producció flueix cap a regions o indústries que tenen un preu més baix de compensació, tret que es pugui comprar la compensació de carboni des d'aqueslla zona.